# Place Camille-Jullian (Bordeaux)
Pour les articles homonymes, voir Place Camille-Jullian.
La place Camille-Jullian est une place de la ville de Bordeaux, dans le département français de la Gironde.

## Localisation
Elle est située à l'intersection des rues Saint-Siméon et du pas Saint-Georges.

## Odonymie

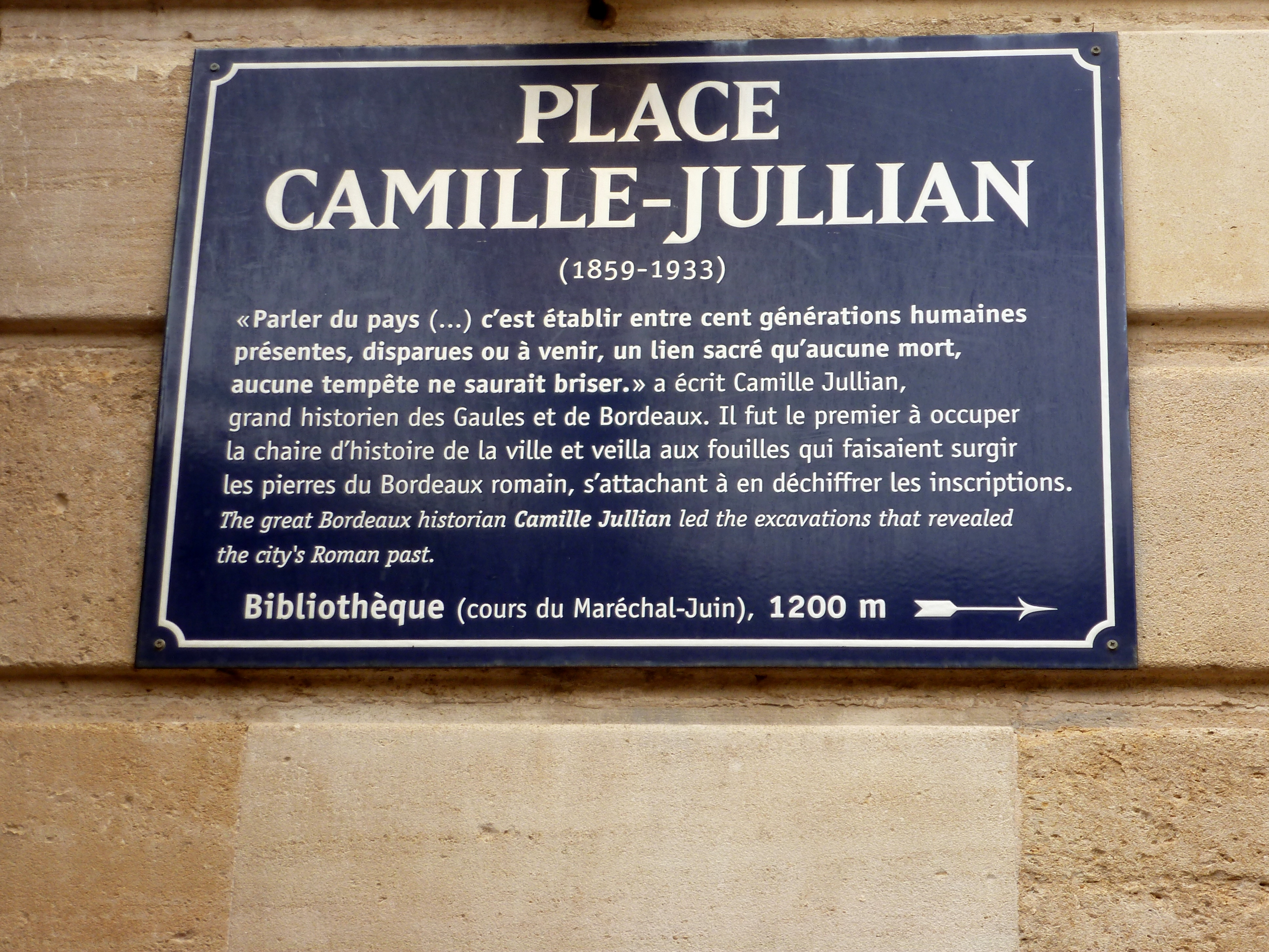
Plaque de la place Camille-Jullian.

La place rend hommage à l'historien de Bordeaux Camille Jullian.

## Histoire
La place a été ouverte en 1934 dans le tissu urbain dense du centre de la ville. Il fut décidé de ne pas lotir et rebâtir l'espace laissé vacant par l'îlot insalubre détruit.
Un parking est creusé sous la place en 1989. Le chantier a été l'occasion de fouilles archéologiques permettant de comprendre l'histoire de l'urbanisme du quartier. Elle été rénovée en 2000 dans le cadre du programme Patrimoine mondial, dont la ville obtint l'inscription en 2007.

## Activités

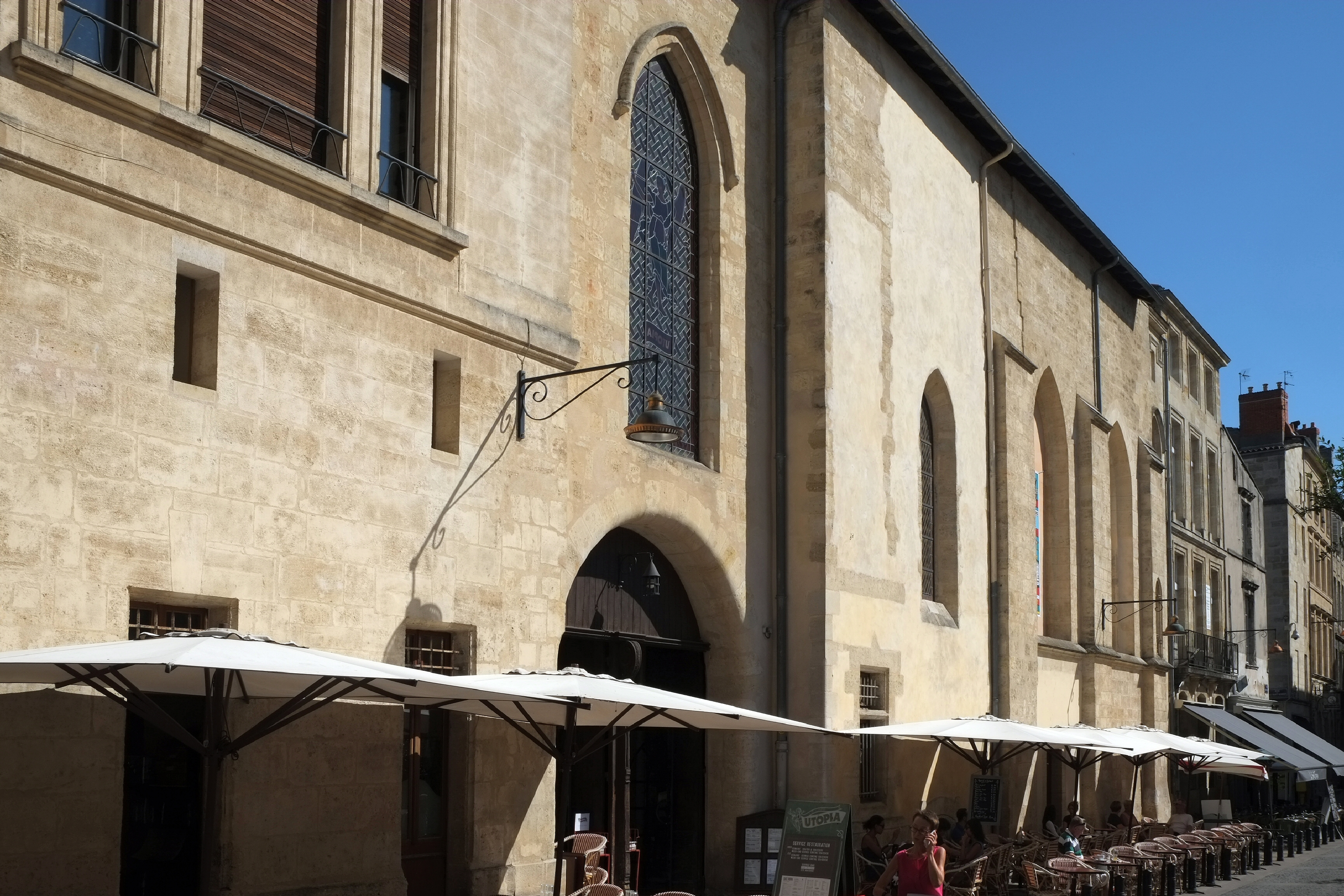
Cinéma Utopia.

Des terrasses de cafés et de restaurants occupent une certaine surface de la place.
Le cinéma Utopia, ancienne église Saint-Siméon reconvertie en garage puis en salle de spectacle, est situé sur la place.